# Gaswarnanlage
Als Gaswarnanlage bezeichnet man eine Warneinrichtung zur Absicherung von Menschen und Sachwerten vor gefährlichen Gasen und Gas-Luft-Gemischen.

## Funktion und Aufbau
Die Gaswarnanlage besteht aus Gasdetektor, Gaswarnzentrale und Alarmmittel, welche im Rahmen der Anforderungen an eine Gaswarnanlage entsprechend platziert, konfiguriert und justiert werden. Die Gaswarnzentrale verarbeitet die Signale der Gasdetektoren. Die Gaswarnzentrale steuert über potentialfreie Kontakte bzw. über analoge und digitale Signale externe Alarmmittel an oder löst vom Menschen unabhängige Gegenmaßnahmen aus (z. B. Auslösung Lüftung oder Abschaltung elektrischer Betriebsmittel).
Im Gegensatz zu tragbaren Gaswarngeräten ist eine Gaswarnanlage fest installiert und überwacht permanent gefährliche Gaskonzentrationen. Es können damit Überwachungsaufgaben realisiert werden, ohne Menschen zu gefährden oder gar zu schädigen. Mit Hilfe von Gaswarnanlagen können brennbare, toxische Gase sowie Sauerstoffmangel separat oder kombiniert überwacht werden. Die Überwachung dieser Gase erfolgt in den meisten Fällen in den Messbereichen, wo Gase gefährliche Konzentrationen bilden. Bei brennbaren Gasen erfolgt die Überwachung im Bereich der unteren Explosionsgrenze (UEG), bei toxischen Gasen im ppm-Bereich und bei Sauerstoffmangel im Volumenprozent-Bereich.
Die Gaswarnanlage wird auch als Gaswarneinrichtung bezeichnet. Diese Bezeichnung findet sich z. B. in den Merkblättern der früheren Berufsgenossenschaft Chemie, heute Berufsgenossenschaft Rohstoffe und chemische Industrie. Der Begriff Gaswarnanlage ist aber umgangssprachlich weit verbreitet. Aus diesem Grund wird hier von der Gaswarnanlage gesprochen. Umgangssprachlich bezeichnet man Justierung in der Regel als Kalibrierung. Im folgenden Text wird deshalb auch von der Kalibrierung oder vom Kalibrieren gesprochen.

## Einsatzmöglichkeiten
Der Einsatz von Gaswarnanlagen beschränkt sich nicht auf bestimmte Anwendungen oder Industriezweige, sondern erfolgt branchenübergreifend überall dort, wo gefährliche Gase auftreten und Gefahrenpotentiale bilden. Im größeren Rahmen erfolgt der Einsatz in der chemischen und petrochemischen Industrie, der Exploration von Öl und Gas, aber auch bei Energie- und Gasversorgern. Gaswarnanlagen werden aber auch in der Automobilindustrie, der Druckindustrie, in Gefahrstofflagern, im Transportwesen, der Abwasserwirtschaft und in sehr vielen Bereichen der verarbeitenden Industrie eingesetzt. Man findet Gaswarnanlagen auch in Tiefgaragen, Laboren oder sogar in Schwimmbädern und Eissporthallen.
Grundsätzlich werden noch zwei Anwendungsarten unterschieden. Den häuslichen, privaten Bereich, und den kommerziellen gewerblichen Bereich.
Bei Gaswarnanlagen im privaten Bereich ist keine Abnahme durch eine ZÜS notwendig. Anders im gewerblichen oder kommerziellen Bereichen. Dazu zählen neben der Industrie und Gewerbe, auch Vermieter, oder Betreiber von Tiefgaragen (Gemeinden und Kommunen) Auch Landwirtschaftliche Betriebe gehören zum gewerblichen Bereich.
In diesen gewerblichen Bereichen unterliegt die Errichtungen von EX-Schutz Gaswarnanlagen, Schutzsystemen der EU-Richtlinie 2014/34.
Diese wurde mit der 11.ProdSV in deutsches Recht umgesetzt und ist seit dem 20. April 2016 verbindlich anzuwenden.
Alte Bescheinigungen und Zulassungen nach RL 94/9/EG, die vor dem 20. April 2016 ausgestellt wurden behalten ihre Gültigkeit.
Alle anderen, dieser Verordnung widersprechenden Normen oder Gesetze sind mit dem Tag des Inkrafttretens der 11.ProdSV ungültig.
Gaswarnanlagen für den EX-Schutz sind in Deutschland durch die BetrSichV prüfpflichtige Anlagen.
Bestandschutz alter Systeme bleibt.

## Gasdetektoren
Über Gasdetektoren werden die Gaskonzentrationen erfasst und an die Gaswarnzentrale weitergeleitet. Dabei kommen verschiedene Messprinzipien zum Einsatz. Die Auswahl des Messprinzips und damit des entsprechenden Gaswarndetektors, erfolgt auf Grund der Art des zu überwachenden Gases, der zu erwartenden Konzentration und der Umgebungsbedingungen am Einsatzort. Der Gasdetektor ermittelt die Gaskonzentration und wandelt diese Information in elektrische Signale um (Spannungssignale, Stromsignale). Diese Signale werden über Kabel an die Gaswarnzentrale übermittelt.
Für den Einsatz eines Gasdetektors in einer Gaswarnanlage ist die Auswahl des richtigen Messprinzips von grundsätzlicher Bedeutung.

### Messprinzipien von Gasdetektoren

#### Katalytische Gasdetektoren (Wärmetönungsdetektoren)
- Anwendung: Überwachung brennbarer Gase und Dämpfe
- Messbereich: 0–100 % UEG oder in speziellen Ausführungen 0–10 %  UEG
- Selektivität: keine; alle brennbaren Gase und Dämpfe werden gleichzeitig erfasst. Die Signalhöhe ist unterschiedlich.

Das Messprinzip der katalytischen Verbrennung wird mit Hilfe einer Wheatstonesche Messbrücke umgesetzt. Der eine Brückenzweig befindet sich in der Auswerteeinheit und der andere Brückenzweig besteht aus Sensoren.
Diese Sensoren, auch Pellistoren genannt, sind aus feinem Platindraht gewickelt und in ein Trägermaterial eingebettet. Der eine Sensor ist katalytisch aktiv. An seiner Oberfläche erfolgt bei Kontakt mit einem brennbaren Gas eine katalytische Verbrennung. Bei der Verbrennung des Gases an der Oberfläche des Sensors entsteht eine Wärmemenge, die zu einer Temperaturerhöhung des Sensors und damit zur Widerstandsänderung des Platindrahts führt. Durch die Widerstandsänderung wird die „Wheatstonesche Brücke“ verstimmt. Es wird eine Spannung zwischen den Brückenzweigen messbar, welche proportional zur anstehenden Gaskonzentration ist. Der zweite Sensor ist katalytisch inaktiv. Hier findet keine Verbrennung statt. Die Aufgabe dieses Sensors ist es, Störgrößen wie Temperatur, Luftdruck und Feuchte weitgehend auszuschalten.
| Vorteile: - preiswerter Detektor - leicht zu betreiben und zu warten - kurze Ansprechzeit - hohe Empfindlichkeit - lineare Signalkurve für brennbare Gase und Dämpfe - lange Lebensdauer, bis zu 5 Jahre, wenn der Katalysator nicht beschädigt wird - kein Einfluss von Temperatur und Feuchte | Nachteile: - benötigt ca. 12 Volumenprozent Sauerstoff - nicht in inerten Gasen einsetzbar - nicht geeignet bei permanent anstehenden Gaskonzentrationen - keine Eindeutigkeit bei Konzentrationen oberhalb 100 % UEG - wird vergiftet durch Silikon-, Schwermetall-, Schwefel-, Chlor-, Halogen- und Phosphorverbindungen - kann stoßempfindlich sein |

#### Halbleitergasdetektoren
- Anwendung: Überwachung brennbarer sowie toxischer Gase und Dämpfe
- Messbereich: 0–50 % UEG bei Überwachung von brennbaren Gasen und Dämpfen. Bei toxischen Gasen ist der typische Überwachungsbereich 0–1000 ppm.
- Selektivität: keine; alle oxydierbaren Gase und Dämpfe werden gleichzeitig erfasst. Die Signalhöhe ist sehr stark unterschiedlich.

Als Halbleitermaterial wird z. B. Zinndioxid eingesetzt. Bei der Adsorption oxydierbarer Gase auf der Sensoroberfläche verringert sich der Innenwiderstand des Sensors. Diese Widerstandsänderung wird ausgewertet. Die Heizung des Sensors erhöht die Reaktionsgeschwindigkeit der Gase an seiner Oberfläche.
| Vorteile. - preiswerter Sensor - leicht zu betreiben und zu warten - kurze Ansprechzeit - hohe Empfindlichkeit - gute Beständigkeit gegen Katalysatorgift - nicht stoßempfindlich - lange Lebensdauer - einsetzbar bei chlorierten Kohlenwasserstoffen | Nachteile: - großer Einfluss von Temperatur und Feuchte - keine lineare Signalkurve - beschränkter Messbereich (0…50 %) - hohe Querempfindlichkeiten |

#### Elektrochemische Gasdetektoren
- Anwendung: Überwachung toxischer Gase und Dämpfe sowie von Sauerstoffmangel bzw. -überschuss
- Messbereich: unterer ppm-Bereich (parts per million)
- Selektivität: hoch; Empfindlichkeit ist auf bestimmte Gasarten beschränkt, Querempfindlichkeiten bestehen aber.

Elektrochemische Detektoren arbeiten mit elektrochemischen Zellen (EC-Zellen) als Sensoren. EC-Zellen sind ähnlich wie ein galvanisches Element mit 2 oder 3 Elektroden aus unterschiedlichen Metallen und einer Elektrolyt-Lösung aufgebaut. Erfasst wird die Veränderung des Ionenflusses im Elektrolyten, wenn Gas durch eine gasdurchlässige Membran in das Innere der EC-Zelle gelangt. Dieser ist direkt proportional zur Gaskonzentration. Über einen Mikroprozessor wird die Gaskonzentration errechnet.
| Vorteile: - sehr hohe Selektivität - sehr große Empfindlichkeit - kleiner Messbereich - vertretbares Kosten-Nutzen-Verhältnis - nicht stoßempfindlich - kaum vergiftungsanfällig - geringer Einfluss von Temperatur und Feuchte | Nachteile: - nicht in völlig inerten Gasen einsetzbar - nicht geeignet bei permanent anstehender Konzentration - Austrocknung bei hohen Temperaturen - kurze Lebensdauer (ca. 2 Jahre) |

#### Optisch wirkende Sensoren
Optisch wirkende Sensoren basieren auf der direkten Wechselwirkung elektromagnetischer Strahlung mit den nachzuweisenden Molekülen. Als Ergebnis entsteht eine Strahlungsabsorption. Der physikalische Zusammenhang der Reaktion hängt von dem genutzten Wellenlängenbereich der Strahlungsquelle ab. Die Elektronenspektren der Moleküle befinden sich im UV- und im kurzwelligen sichtbaren Bereich. Somit wird hierbei die absorbierte Energie zur Anregung der Elektronenhülle benutzt.
Um die absorbierte Energie zur Anregung innermolekularer Schwingungen (Rotationsschwingungsspektren der Moleküle) zu nutzen, wird langwellige Strahlung benötigt. Für die Flüssigkeitsanalyse wird der nahe Infrarot-Bereich verwendet, in dem sich die Oberschwingungen der Moleküle anregen lassen. Der einfachste optisch wirkende Sensor besteht aus einer Strahlenquelle, einer Selektivierungseinrichtung, z. B. einem optischen Filter, einer von dem Meßmedium durchströmten Meßküvette, einem Strahlungsempfänger und einer elektronischen Signalverarbeitung. Über das Lambert-beersches Gesetz lässt sich die Absorption in der Meßküvette bestimmen.

##### Infrarotgasdetektoren
- Anwendung: Überwachung brennbarer Gase und Dämpfe
- Messbereich: 0–100 % UEG
- Selektivität: stoffgruppenabhängig; Empfindlichkeit ist auf bestimmte Gasarten beschränkt, Querempfindlichkeiten bestehen nur innerhalb dieser Gruppen.

Das Infrarotmessverfahren ist ein Gasmessverfahren für alle heteroatomigen Gase. Diese Gase, die aus verschiedenen Atomarten bestehen, absorbieren Infrarotlicht in unterschiedlichen Banden. Diese Infrarotstrahlung durchquert eine Messstrecke mit Probegas. Durch das Probegas findet eine Schwächung der Strahlungsenergie durch Absorption statt. Diese ist nicht direkt proportional zur Gaskonzentration. Es wird eine Wellenlänge mit typischem Messverhalten für Kohlenwasserstoffe zur Messung genutzt. Eine zweite Wellenlänge, ohne Absorptionsverhalten für Kohlenwasserstoffe, wird zur Referenz genutzt.
Die Gaskonzentration wird über einen Mikroprozessor errechnet.
| Vorteile: - hohe Selektivität für best. Stoffgruppen - nicht vergiftungsanfällig - in inerter Atmosphäre einsetzbar - eindeutiges Signal - geringe Stoßempfindlichkeit - einsetzbar bei permanent anstehender Konzentration - relativ lange Lebensdauer - fehlersicher | Nachteile: - im Vergleich zu anderen Prinzipien hoher Preis - mechanisch aufwendig - Anzahl der detektierbaren Gase beschränkt - keine homogenen Moleküle messbar |

##### Laser, Faseroptik
Laser besitzen eine spektrale Bandbreite, die um Größenordnungen geringer als die Linienbreite der Molekülspektren ist, und eignen sich deshalb als selektive
Strahlungsquellen für optisch wirkende Sensoren. Diodenlaser sind Gaslasern in folgenden Punkten überlegen:
- kleine Abmessungen,
- geringes Gewicht,
- niedrige Versorgungsspannung sowie
- direkte Modulierbarkeit über den Versorgungsstrom.

Für den Wellenlängenbereich von 0,8–1,5 µm sind zahlreiche Diodenlasertypen mit internen thermoelektrischen Kühler verfügbar. An wissenschaftlichen Publikationen zum Thema faseroptische Sensoren mangelt es nicht, in der betrieblichen Praxis haben sie bisher jedoch kaum Relevanz erlangt.

### Ausführungen von Gasdetektoren

#### Passive Gasdetektoren
Passive Gasdetektoren können nur mit einer bestimmten Gaswarnzentrale betrieben werden. In der Regel ist dies eine Gaswarnzentrale des gleichen Herstellers. Ohne diese Gaswarnzentrale ist ein passiver Gasdetektor nicht betriebsfähig. Der Betrieb mit einer fremden Gaswarnzentrale ist in den meisten Fällen nicht möglich.

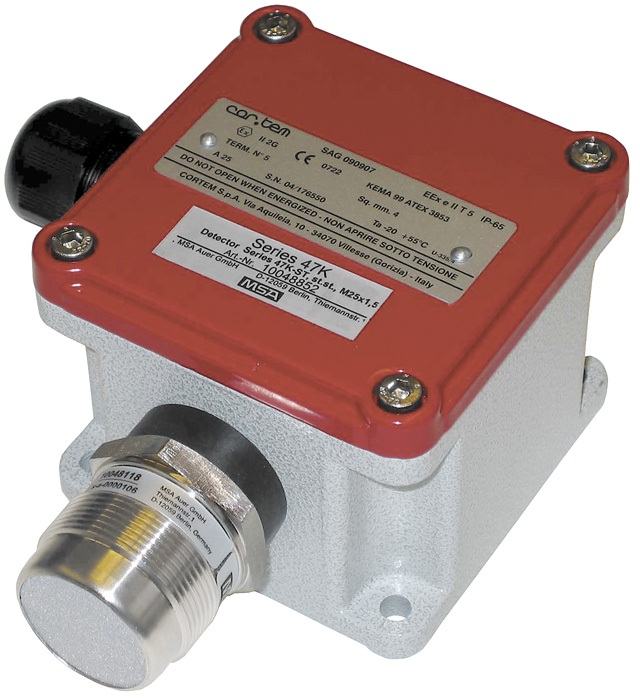
Beispiel für einen passiven Gasdetektor

#### Aktive Gasdetektoren

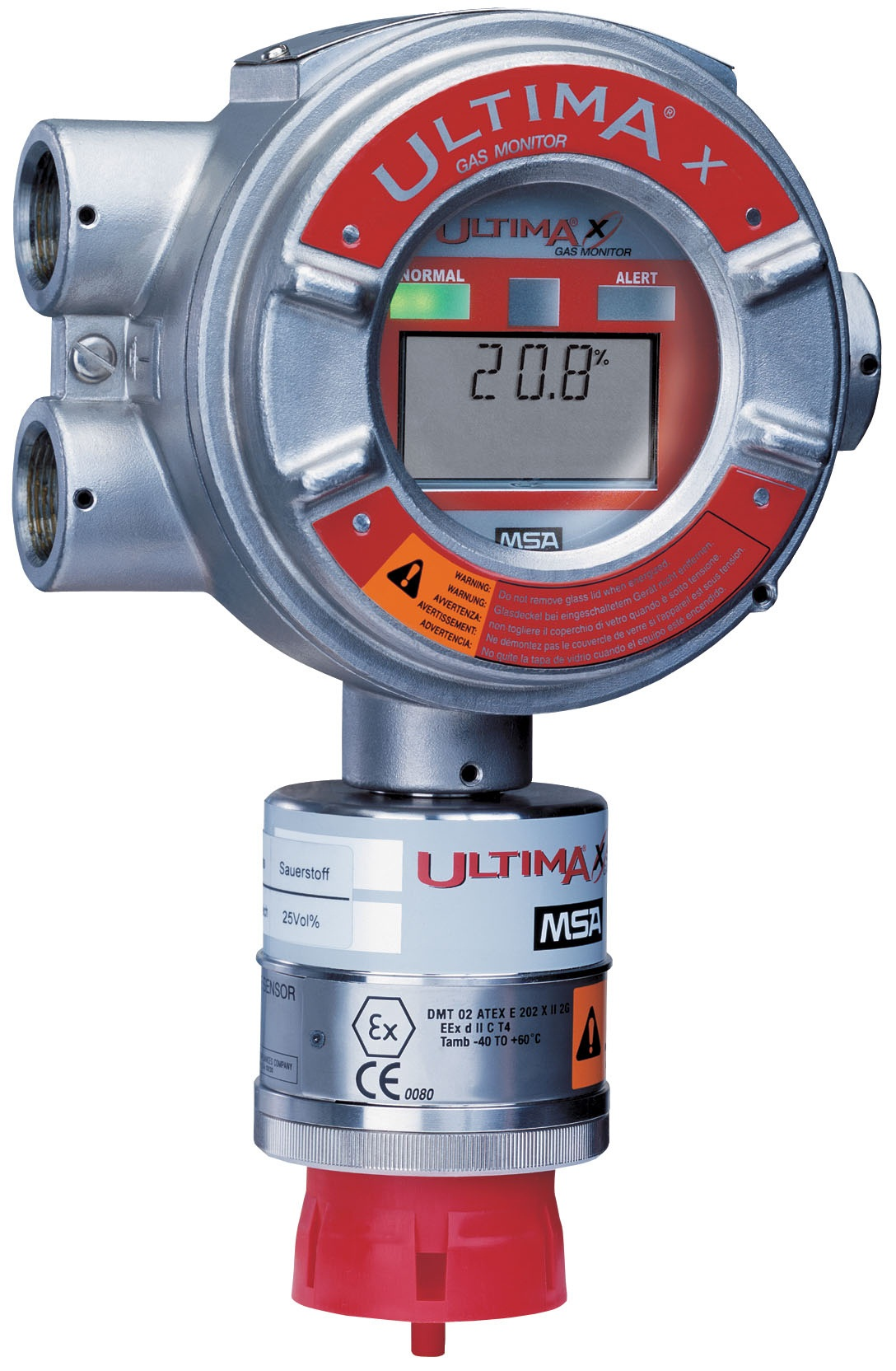
Beispiel für einen aktiven Gasdetektor

Aktive Gasdetektoren werden auch als Gastransmitter bezeichnet. Diese Detektoren geben bereits ein Standardsignal aus. In den meisten Fällen handelt es sich um ein 4-20-mA-Standardsignal. Gastransmitter sind geschlossene Systeme und können separat eingesetzt werden. Der Betrieb mit einer fremden Gaswarnzentrale ist problemlos möglich, wenn diese Gaswarnzentrale über ein Eingangsmodul 4–20 mA verfügt.

## Gaswarnzentralen
In der Gaswarnzentrale werden die Signale der Gasdetektoren empfangen und verarbeitet. Die Gaswarnzentrale kann Signale direkt über potentialfreie Kontakte an Alarmmittel weitergeben. Es können auch analoge oder digitale Signale an externe Systeme weitergegeben werden (z. B. Lüftersteuerung). Mit Hilfe von definierten Schnittstellen, können Signale an übergeordnete Systeme weitergegeben werden (z. B. Prozessleitsystem).

### Ausführungen von Gaswarnzentralen

#### Kompakte Gaswarnzentralen
Dieser Zentralentyp findet Anwendung bei kleineren Gaswarnanlagen. Es gibt Zentralen zum Betrieb von einem Gasdetektor, aber auch zum Betrieb von 8 Gasdetektoren. Diese Systeme werden bevorzugt eingesetzt, wenn kein Schaltschrank zur Verfügung steht und die Signalverarbeitung vor Ort realisiert werden muss. In der Regel sind alle benötigten Komponenten in einem kompakten Gehäuse aus Kunststoff oder Metall untergebracht.
Kompakte Gaswarnzentralen sind sehr bedienerfreundlich und bieten ein gutes Preis-Leistungs-Verhältnis. Nachteilig ist aber, dass die Erweiterung oder Nachrüstung des Systems gar nicht oder nur begrenzt möglich ist.

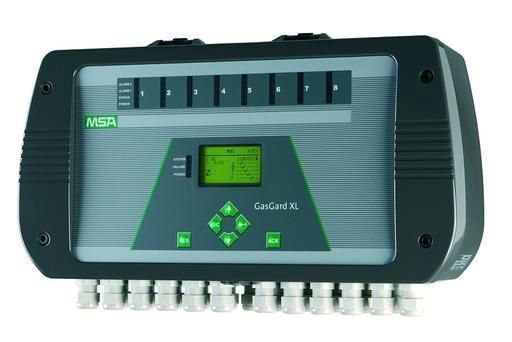
Beispiel für eine Gaswarnzentrale in kompakter Ausführung

#### Gaswarnzentralen in modularer Ausführung mit Kanaleinschüben
Diese Technik ist die klassische Form der Gaswarnzentralen. Dabei werden ein oder mehrere Gasdetektoren von je einem Kanaleinschub betrieben. Alle zum Betrieb benötigten Bauteile sind in die Kanalkarte integriert. Die Einschübe arbeiten unabhängig voneinander und sind in einem Baugruppenträger (Rack) untergebracht. Die Verknüpfung von Funktionen der einzelnen Karten ist oft möglich. Dieses System eignet sich sehr gut zum Einbau in einen vorhandenen Schaltschrank. Wirtschaftlich sind diese Systeme zum Betrieb von max. 15 oder 20 Gasdetektoren.
Auf Grund des modularen Aufbaus mit separaten Kanalkarten ist das System nur begrenzt flexibel. Dies ist nachteilig bei Programmierung, Wartung und Schaltschrankbau.

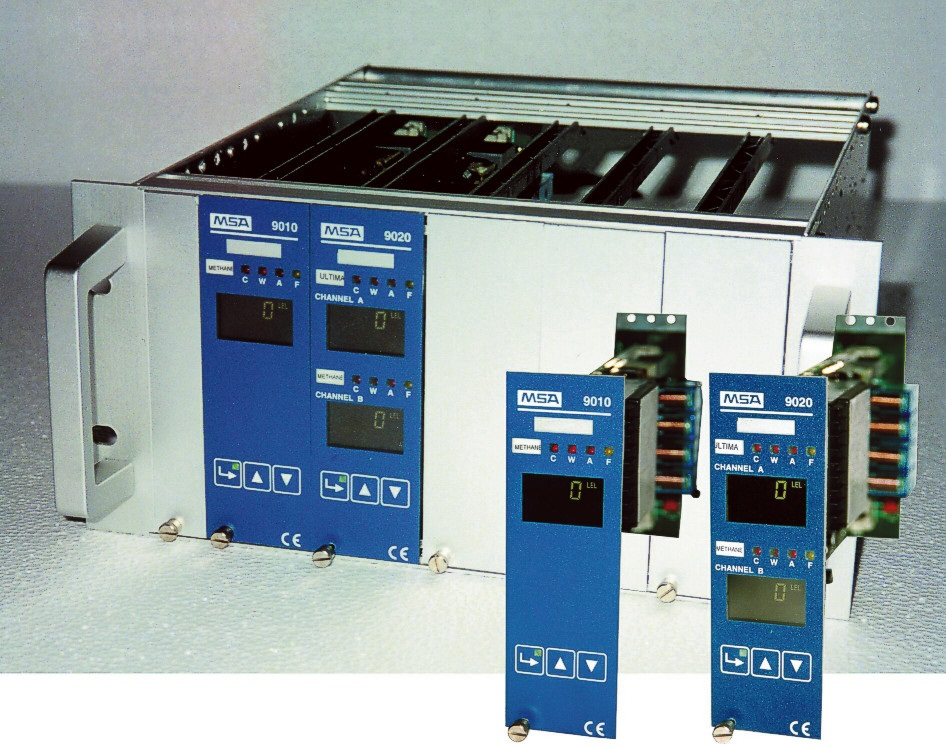
Beispiel für eine Gaswarnzentrale in modularer Ausführung

#### Digitale Gaswarnzentralen
Digitale Gaswarnzentralen sind zum Einsatz in größeren Gaswarnanlagen gut geeignet. In maximaler Ausführung können mehrere hundert Gasdetektoren verarbeitet werden. Der Aufbau ist flexibel. Im Gegensatz zu modularen Anlagen müssen nicht entsprechend der Anzahl der Gasdetektoren Kanalkarten gesetzt werden. Es müssen nur die für den Betrieb benötigten Module in das System integriert werden. Diese Module sind miteinander vernetzt und werden von einer zentralen Prozessoreinheit betrieben. Dieser flexible Aufbau ermöglicht ein gutes Preis-Leistungs-Verhältnis bei größeren Gaswarnanlagen.
Auch bei Programmierung, Wartung und Schaltschrankbau ist der flexible Aufbau von Vorteil. Erweiterungen und Änderungen in der Konfiguration sind oft problemlos und mit relativ geringem Aufwand möglich.
Zum Einsatz in kleineren Gaswarnanlagen sind digitale Gaswarnzentralen nicht geeignet, da zum Betrieb ein Grundaufbau der Zentrale erfolgen muss. Wirtschaftlich sinnvoll ist ein Einsatz ab ca. 15 bis 20 Gaswarndetektoren.

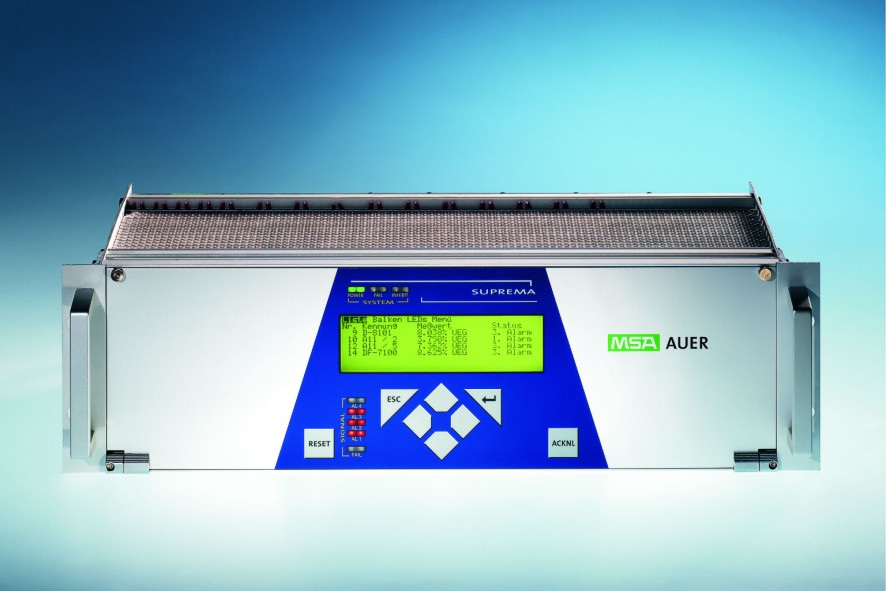
Beispiel für eine digitale Gaswarnzentrale

## Alarmmittel
In den meisten Fällen sind Alarmmittel Bestandteile von Gaswarnanlagen. Im Alarmierungsfall werden diese Alarmmittel in Funktion gesetzt und warnen Personal vor einer Gefahr durch gefährliche Gaskonzentrationen. Diese Alarmierung kann optisch, akustisch oder in Kombination dieser beiden Signalisierungen erfolgen.

## Entnahmesysteme
Bei speziellen Anwendungen können auch Entnahmesysteme Bestandteil einer Gaswarnanlage sein. Wenn die Bedingungen am Messort für einen Gasdetektor ungeeignet sind, kann über ein Entnahmesystem eine Absaugung und damit verbunden eine entsprechende Aufbereitung des Messgases erfolgen. Zum Beispiel kann dies auf Messorte mit hoher Temperatur zutreffen. Im Entnahmesystem erfolgt dann neben der Absaugung auch die Kühlung des Messgases. Die Kühlung muss dann bis zu dem Temperaturlevel erfolgen, bei dem der Gasdetektor arbeiten kann.

## Kriterien für Planung und Einsatz von Gaswarnanlagen
- Auswahl der Gasdetektoren
- Auswahl der Kalibrierung (Art des zu überwachenden Gases)
- Anzahl der Gasdetektoren
- Positionierung der Gasdetektoren
- Festlegung der Alarmschwellen
- Alarmauswertung und Weiterleitung
- Auslösung nachgeordneter Maßnahmen
- Sicherheitskonzept, Gefährdungsbeurteilung erstellen
- Instandhaltung und Prüfungsplan für die Einhaltung der Gesetzlichen Bestimmungen erstellen und der Dokumentation der Gaswarnanlage hinzufügen.
- EX-Schutzsysteme fallen unter die Explosionsschutzprodukteverordnung, 11 ProdSV (EU 2014/34)
- je nach Art des Schutzssystems muss eine Zugelassene Überwachungsstelle eine Erstabnahme durchführen. (TÜV, DEKRA, oder andere zugelassene Überwachungsstelle)
- CE-Konformitätserklärung für Mindeststandards sind einzufordern oder zu erstellen. Das Bewertungsverfahren richtet sich nach dem 11.ProdSV, Anhang III bis IX.